# Puerto de Qingdao

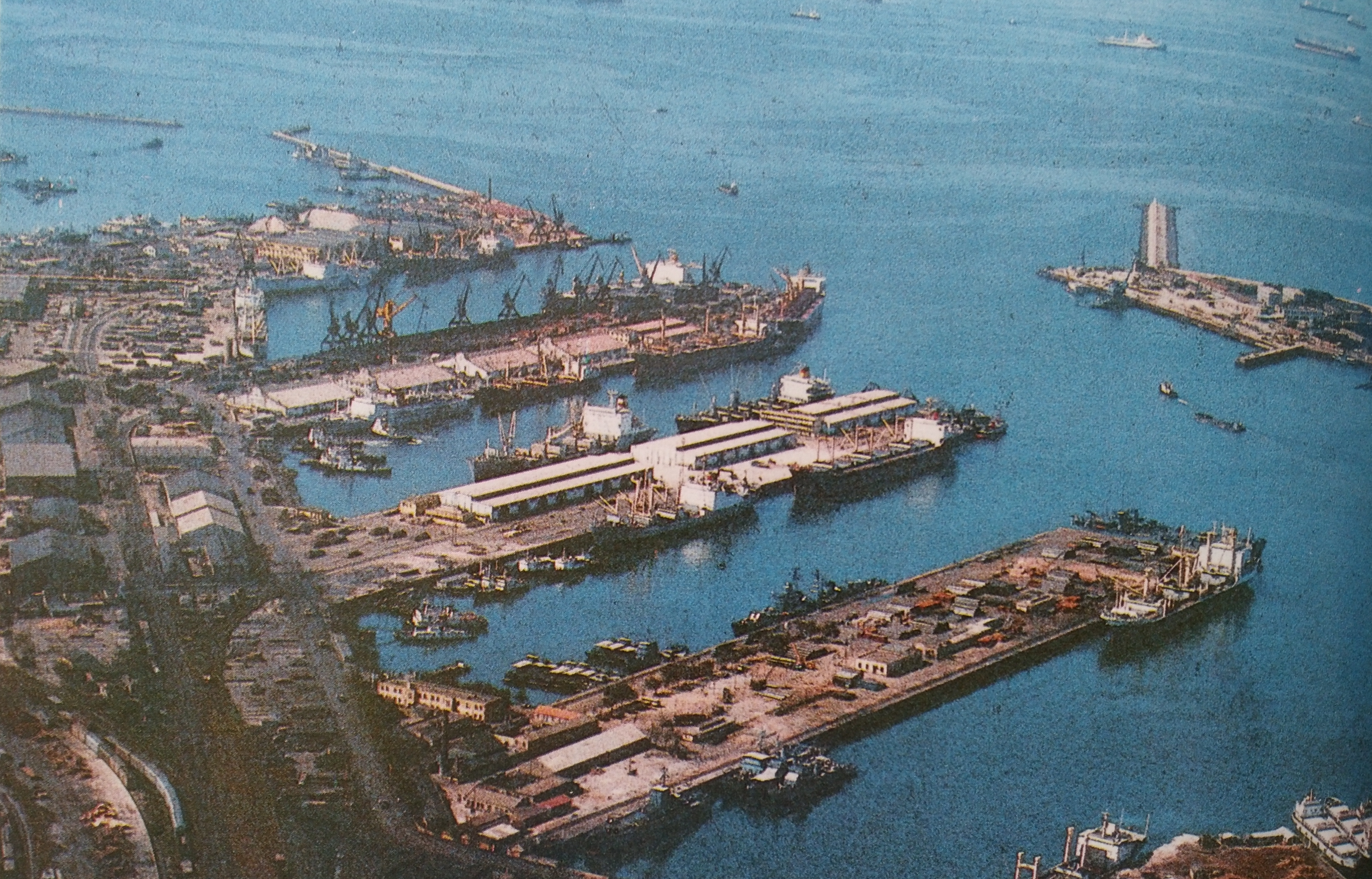
Puerto de Qingdao en la década de 1980.

El puerto de Qingdao es un puerto marítimo ubicado en el mar Amarillo, en las cercanías de Qingdao (Tsingtao), provincia de Shandong, República Popular China. Es uno de los diez puertos más activos del mundo (7.º en 2019, considerando el volumen total de carga).
El puerto de Qingdao está compuesto por cuatro áreas, que a menudo se consideran puertos individuales debido a su tamaño: el área portuaria de Dagang, el área portuaria de Qianwan, el área portuaria de Huangdong (para petroleros), y el área portuaria de Dongjiakou (en chino simplificado, 董家口), esta última ubicada a 40 kilómetros al sur de la ciudad de Qingdao.
Además del Terminal de Contenedores de Qianwan de Qingdao y el Terminal Internacional de Contenedores Cosport de Qingdao, situados en diferentes áreas, Qingdao también cuenta con una gran terminal para la manipulación de mineral de hierro.

## Historia
En 2011, el puerto de Qingdao, junto con otros tres puertos chinos en la provincia de Shandong (este de China), firmó una alianza estratégica con el puerto más grande de la República de Corea (ROK). La alianza incluyó los puertos de Qingdao, Yantai, Rizhao, Weihai y el puerto coreano de Busan, con el objetivo de construir un centro de transporte marítimo y logística en el noreste de Asia.
En mayo de 2014, Qingdao Port International Co. Ltd. anunció que buscaba recaudar hasta 377 millones de dólares en una oferta pública inicial en Hong Kong.
En agosto de 2014, se reveló que la empresa estaba involucrada en dos demandas judiciales con la firma global de almacenamiento Pacorini Logistics, reclamando un total de 58,4 millones de dólares en daños. Esto siguió a una demanda previa de CITIC Resources.
El puerto forma parte de la ruta marítima de la seda del siglo XXI, que se extiende desde la costa china hasta Singapur, hacia el extremo sur de India hasta Mombasa; desde allí, a través del mar Rojo y el canal de Suez, hasta el Mediterráneo; y de ahí, hacia la región del Alto Adriático hasta el puerto de Trieste en el norte de Italia, con conexiones a Europa Central y el Mar del Norte.
Desde 2020, se ha estado construyendo en el puerto de Qingdao el primer monorraíl suspendido del mundo capaz de transportar contenedores completamente cargados de 20' y 40', cuya primera fase entró en operación en 2021.